# X Brands
X Brands (24 de julio de 1927 – 8 de mayo de 2000), a veces acreditado como Jay X. Brands, fue un actor estadounidense de origen alemán conocido por sus papeles en series televisivas. Su interpretación más conocida fue la de "Pahoo-Ka-Ta-Wah" ("Lobo en el agua"), en la serie western de 1958 producida por la CBS Yancy Derringer, protagonizada por Jock Mahoney. 

## Biografía
Nacido en Kansas City (Misuri), su inusual nombre se debía la historia de su familia. En la pequeña población alemana en la que vivían sus antepasados, había dos Jan Brands. Uno de ellos ideó intercalar una "X" en su nombre a fin de distinguirse, y el nombre pasó a sus descendientes.
Aunque Brands era de origen europeo, sus interpretaciones de personajes indígenas de Estados Unidos fueron alabadas por su autenticidad, al igual que ocurría en el caso del actor Keith Larsen, que era de ascendencia escandinava. Brummett Echohawk, portavoz de los pawnee, escribió una carta a los productores de Hollywood en la que apoyaba a Brands por sus verídicas actuaciones y por su habilidad utilizando el lenguaje de la tribu.
Brands actuó en un total de diez producciones cinematográficas, la primera en 1956, y la última en 1978. La más destacada de ellas fue, seguramente, Santee (1973), un western protagonizado por Glenn Ford acerca de un sheriff que adopta al hijo del hombre al que ha matado. Otro de sus papeles cinematográficos fue el de Vallejo en Beau Geste (1966).
En el medio televisivo Brands se hizo conocido entre el público por su trabajo en la serie Yancy Derringer, de la cual se emitieron 34 episodios entre octubre de 1958 y junio de 1959. X Brands encarnaba a "Pahoo-Ka-Ta-Wah", un pawnee. "Pahoo" no habló a lo largo de toda la serie, y únicamente se comunicaba mediante gestos con las manos.
Además, en 1956 Brands actuó en quince capítulos, con papeles diferentes, en la serie western series Judge Roy Bean, protagonizada por Edgar Buchanan, Jack Buetel, y Jackie Loughery.
Otras producciones televisivas en las cuales actuó como estrella invitada fueron Bat Masterson, Gunsmoke, Misión: Imposible, El Gran Chaparral, Alias Smith and Jones, Bonanza, Wagon Train, The Rifleman, y Broken Arrow. Aunque no siempre encarnó a nativos norteamericanos o actuó en westerns, la mayoría de sus papeles fueron de ese tipo. Por ejemplo, un episodio de El agente de CIPOL en el cual él actuó se titulaba "The Indian Affairs Affair".  
Casi siempre intérprete de papeles no hablados, Brands hizo algunas actuaciones en las que sí hablaba. Entre ellas, en 1960, una en un capítulo de Bat Masterson, "Masterson's Arcadia Club". También fueron hablados sus papeles en Cheyenne (episodio "Massacre At Gunsight Pass") y en Adam-12.
X Brands falleció en 2000 en Northridge (Los Ángeles), California, a causa de un cáncer.

## Papeles cinematográficos
| Año  | Película                                              | Papel                                       |
| ---- | ----------------------------------------------------- | ------------------------------------------- |
| 1956 | Frontier Gambler (dirigida por Sam Newfield)          | "Gregg" (sin créditos)                      |
| 1957 | She Devil (dirigida por Kurt Neumann)                 | Primer médico                               |
| 1957 | Young and Dangerous (dirigida por William F. Claxton) | Motorista de la policía (sin créditos)      |
| 1958 | Escort West (dirigida por Francis D. Lyon)            | "Tago"                                      |
| 1959 | Gunmen from Laredo (dirigida por Wallace MacDonald)   | "Delgados" (sin créditos)                   |
| 1960 | Oklahoma Territory (dirigida por Edward L. Cahn)      | "Nube corredora"                            |
| 1966 | Beau Geste (dirigida por Douglas Heyes)               | "Vallejo"                                   |
| 1971 | Captain Apache (dirigida por Alexander Singer)        | (El papel de Brands no aparece en créditos) |
| 1973 | Santee (dirigida por Gary Nelson)                     | "Hook"                                      |
| 1978 | Avalancha (dirigida por Corey Allen)                  | "Marty Brenner"                             |